# Olivier Baumont
Pour les articles homonymes, voir Baumont.
Olivier Baumont, né le 15 août 1960 à Saint-Dié, est un claveciniste français.

## Biographie
Olivier Baumont commence le clavecin au conservatoire d'Annecy. Ensuite il étudie au Conservatoire national supérieur de Paris (CNSMDP) où il obtient les premiers prix de clavecin et de musique de chambre, puis il se perfectionne auprès d’Huguette Dreyfus et de Kenneth Gilbert.
Il a participé aux cours d’interprétation de Gustav Leonhardt à Cologne.
Il a été invité aux festivals de Radio France et Montpellier, Ambronay, La Roque d'Anthéron... ainsi qu'aux manifestations du Centre de musique baroque de Versailles.
Olivier Baumont a été depuis 1991 le directeur artistique du Festival Couperin à Chaumes-en-Brie (président d’honneur Alain Peyrefitte - Jean Pascal Quiles secrétaire) puis à Champs-sur-Marne,,.
Depuis 2001, il est professeur de la classe de clavecin du CNSMDP.
Il a publié des partitions pour clavecin de Michel Corrette et de Jacques Duphly.
Il participe à des émissions de radio sur France Musique.
Il a adapté pour le théâtre Le Neveu de Rameau de Diderot, joué à Paris en 2001 et 2002.
Il a enregistré une intégrale de l'œuvre pour clavecin de Jean-Philippe Rameau ainsi que celle de François Couperin.

## Ouvrages
- Olivier Baumont, Couperin, le musicien des rois, Paris, Gallimard, coll. « Découvertes Gallimard / Arts » (no 339), 1998, 128 p. (ISBN 2-07-053312-3)
- Olivier Baumont, La musique à Versailles, Arles/Versailles, Actes Sud, 2007, 428 p. (ISBN 978-2-7427-6972-8)
- Olivier Baumont, « À l'Opéra, monsieur ! » : La musique dans les Mémoires de Saint-Simon, Gallimard, 2015, 299 p. (ISBN 978-2-07-014671-0)
- Olivier Baumont, Tombeau du jeune monsieur de Cinq-Mars, Paris, Arléa, 2021 (ISBN 9782363082510, OCLC 1258964965)
- Olivier Baumont, D'une partition m'apparaissait un dessin, Paris, Bleu nuit, 2024, 96 p. (ISBN 9782358841535)

## Discographie sélective
- Johann Sebastian Bach : Suites françaises et C.P.E. Bach : 2 Suites (Warner 2010)
- Claude Balbastre : Quatre Suites de Noëls - clavecin, forte-piano et orgue (Radio-France)
- Jacques Champion de Chambonnières : Les Pièces de clavessin avec Claire Antonini, théorbe et luth (2 CD, AS Musique, 2004)
- François Couperin : Intégrale des livres de pièces de clavecin 1-4 ordres 1-27 (10 CD, Erato/ Warner, 1992)
- Jean-François Dandrieu : Pièces de clavecin, livres 1 à 3 (Accord/ Adda)
- Louis-Claude Daquin : Œuvres complètes pour clavier, avec La Simphonie du Marais (2 CD, Radio-France, 2003)
- Georg Friedrich Haendel : Suites pour clavecin (inclus dans "Handel edition" vol.10, Warner)
- Henry Purcell : Suites pour clavecin (Erato, 1995)
- Jean-Philippe Rameau : Œuvres pour clavecin (2 CD, Accord-Universal, 1990)
- « Les lumières du nouveau monde » (The Enlightment in the New World, Erato, 2001)
- « Portraits en musique : Maurice-Quentin de La Tour » (2004)
- Georg Philipp Telemann : Œuvres pour clavier (Loreley, 2012)
- « Un clavecin pour Marcel Proust » (2022).